# Movila Miresii (gmina)
Movila Miresii – gmina w Rumunii, w okręgu Braiła. Obejmuje miejscowości Esna, Movila Miresii i Țepeș Vodă. W 2011 roku liczyła 4051 mieszkańców. 